# Махаффи, Джон Пентланд
Сэр Джон Пентланд Махаффи (англ. John Pentland Mahaffy; 26 февраля 1839 года, близ Веве, Швейцария — 30 апреля 1919 года, Дублин) — англо-ирландский учёный, антиковед, эллинист, филолог-классик и историк. Протестантский священник, египтолог и музыковед. Наставник Оскара Уайльда.
Профессор античной истории Дублинского ун-та, ректор дублинского Тринити-колледжа (с 1914 года).

## Биография
Родился в семье ирландцев. Рос в Швейцарии и Германии.
Окончил по классике и философии дублинский Тринити-колледж, где учился в 1856—1859 годах.
В 1864 году был избран членом альма-матер (с третьей попытки, после безуспешных в 1862 и 1863 годах), с 1899 года старший член. С 1913 года вице-ректор, в 1914—1919 годах глава колледжа. Как глава колледжа потомками назывался «величайшим из всех». В 1871 (по др. ист. — 1869) году специально для него была создана кафедра античной истории, которую он занимал до 1899 года.
Тьютор О. Уайльда, называвшего его своим «первым и лучшим учителем», который показал ему «как любить древнегреческое искусство». Вместе они были в Италии и Греции. Махаффи сыграл свою роль в предотвращении обращения Уайльда к католицизму. Ещё он учил О. Гогарти.
Впервые посетил Грецию в 1875 году. Махаффи считал, что ни одну поездку в Грецию нельзя считать полноценной без посещения храма в Дельфах.
Проанализировав восточные литургические обряды, Махаффи пришёл к выводу, что Запад не может иметь подлинного понимания к православию, и что объединение церквей никогда не сможет состояться.
Много путешествовал по Африке и в США.
В 1911—1916 годах президент Ирландской королевской академии.
В 1918 году Махаффи был посвящён в рыцари.
Женат с 1865 года, с 1908 года вдовец, две дочери и два сына.
Его называют ирландским патриотом.
Почётный член оксфордского Королевского колледжа.
Рыцарь золотого креста греческого ордена Спасителя.

## Работы
Вначале обратившись к Канту (к которому он ещё вернётся впоследствии), затем он перешёл к древнегреческой истории (первая работа — 1874 года), её социальным аспектам, в чём стал одним из пионеров. Наибольшее его внимание привлекала эпоха эллинизма, в которой он усматривал множество параллелей с современностью.
Влияние на него оказала немецкая историческая школа.
Опубликовал более 30 книг и множество статей. Из его книг выделяют:
- History of Classical Greek Literature (4th ed., 1903 seq.)
- Social Life in Greece from Homer to Menander (4th ed., 1903)
- The Silver Age of the Greek World (1906)
- The Empire of the Ptolemies (1896)
- Greek Life and Thought from Alexander to the Roman Conquest (2nd ed., 1896)
- The Greek World under Roman Sway from Polybius to Plutarch (1890)

На русский язык была переведена А. А. Веселовской его «История классического периода греческой литературы»:
- Д. П. Махаффи. Исторія классическаго періода греческой литературы. Перев. Веселовской. T. I—II въ 2 кн. Москва, 1882—1883.
- Махаффи, Дж. П. История классического периода греческой литературы: Поэзия / Дж. П. Махаффи; пер. с англ. А. А. Веселовской. — Изд. 2-е, [репр.] — М.: URSS, 2012. — 496 с.